# Rödbrun blekspik
Rödbrun blekspik (Sclerophora coniophaea) är en lavart som först beskrevs av Norman, och fick sitt nu gällande namn av Mattsson. Rödbrun blekspik ingår i släktet Sclerophora och familjen Coniocybaceae.  Arten är reproducerande i Sverige. Inga underarter finns listade i Catalogue of Life.